# Liste der Naturdenkmale in Erfurt
In der Liste der Naturdenkmale in Erfurt sind die Naturdenkmale im Gebiet der Stadt Erfurt in Thüringen aufgelistet.
In Erfurt gibt es 61 Naturdenkmale. Dies sind 32 Baum-Naturdenkmale (darunter 9 Rotbuchen, 5 Stieleichen, 4 Eiben und 4 Ginkgos), 32 geologische Naturdenkmale (12 Findlinge oder Findlingsgruppen, 10 Erdfälle, 7 Aufschlüsse und das Naturdenkmal „3 Quellen“) und 1 sonstiges Naturdenkmal (Cyriaksburg).

## Naturdenkmale

### Geologische Naturdenkmale
| Nr.  | Bezeichnung                                                                                             | Objekt           | Lage                             | Gemarkung              | Beschreibung                                                      | Bild            |
| ---- | --- | ---------------- | -------------------------------- | ---------------------- | ----------------------------------------------------------------- | --------------- |
| 1.1. | Raufenteich                                                                                             |                  | 50° 58′ 40,8″ N, 11° 1′ 44,8″ O  | Erfurt                 | 0,3 ha                                                            | Bild gesucht BW |
| 1.2. | Schuckelteich                                                                                           |                  | 50° 57′ 2,9″ N, 11° 1′ 20,6″ O   | Erfurt                 | 0,4 ha                                                            | Bild gesucht BW |
| 1.3. | Großer Waldhausteich                                                                                    |                  | 50° 56′ 49,6″ N, 11° 0′ 59,8″ O  | Erfurt                 | 0,5 ha                                                            | Bild gesucht BW |
| 1.4. | Kleiner Waldhausteich                                                                                   |                  | 50° 56′ 43,1″ N, 11° 0′ 57,2″ O  | Erfurt                 | 0,5 ha                                                            | Bild gesucht BW |
| 1.5. | Dreibatzenloch                                                                                          |                  | 50° 56′ 55,3″ N, 11° 1′ 55,2″ O  | Erfurt                 | 0,45 ha                                                           | Bild gesucht BW |
| 1.6. | Teufelssumpf                                                                                            |                  | 50° 56′ 20,4″ N, 11° 2′ 13,2″ O  | Erfurt                 | 0,8 ha                                                            | Bild gesucht BW |
| 1.7. | Ungeheurer Sumpf                                                                                        |                  | 50° 56′ 15,4″ N, 11° 1′ 50,2″ O  | Erfurt                 | 0,85 ha                                                           | Bild gesucht BW |
| 1.8. | Walterslebener Sumpf                                                                                    |                  | 50° 55′ 33,2″ N, 11° 1′ 16,7″ O  | Möbisburg              | 1,1 ha                                                            | Bild gesucht BW |
| 1.1  | Findling (Granit, rotbraun)                                                                             | Findling         | 50° 58′ 4,4″ N, 11° 0′ 35,7″ O   | Erfurt                 | Cyriakstraße 39                                                   | Bild gesucht BW |
| 1.2  | Findling (Granit, rötlich und mit bläulichen Quarz-Einsprengseln) „Blauschimmel“, „Schulzengedenkstein“ | Findling         | 50° 57′ 58,3″ N, 11° 0′ 29,2″ O  | Erfurt                 | ega-Gelände, am Südhang des Staudengartens                        | Bild gesucht BW |
| 1.3  | Findling (Gneis, granitisch, rötlich)                                                                   | Findling         | 50° 57′ 44,6″ N, 11° 0′ 28,1″ O  | Hochheim               | Ecke Wartburgstraße/Winzerstraße                                  |                 |
| 1.4  | Findling (Granit, rotbraun)                                                                             | Findling         | 50° 58′ 31,4″ N, 11° 4′ 24,6″ O  | Erfurt                 | Beim Schmidtstedter Häuschen                                      |                 |
| 1.5  | Findling (Granit, rötlich grau)                                                                         | Findling         | 50° 58′ 1,7″ N, 11° 4′ 4,7″ O    | Dittelstedt            | Rudolstädter Str. 85                                              |                 |
| 1.6  | Findling (Braunkohlenquarzit)                                                                           | Findling         | 50° 56′ 46″ N, 11° 1′ 49,8″ O    | Erfurt                 | Steiger, an der B 4 nordwestlich Forsthaus Hubertus               | Bild gesucht BW |
| 1.7  | Findling (Granit, grau)                                                                                 | Findling         | 51° 1′ 42,3″ N, 11° 2′ 18″ O     | Erfurt                 | Sulzer Siedlung, Nödaer Weg 3                                     |                 |
| 1.8  | Findling (Granit, rotbraun)                                                                             | Findling         | 50° 57′ 58,3″ N, 11° 0′ 29,2″ O  | Erfurt                 | ega, Kinderspielplatz, am Südrand                                 | Bild gesucht BW |
| 1.9  | Lössaufschluss „Lösswand“                                                                               | Aufschluss       | 50° 57′ 46,4″ N, 11° 0′ 34,2″ O  | Erfurt und Hochheim    | Dreienbrunnenpark                                                 |                 |
| 1.10 | Aufschluss (Schichtfolge des unteren Gipskeupers mit einzelnen Dolomitbänken)                           | Aufschluss       |                                  | Melchendorf            | Drosselberg, Am Katzenberg                                        | Bild gesucht BW |
| 1.11 | Aufschluss (pleistozäne Schotter)                                                                       | Aufschluss       |                                  | Bischleben             | Hochheim, oberhalb der Eisenbahnbrücke am Abzweig des Mühlgrabens | Bild gesucht BW |
| 1.12 | Aufschluss (Gipskeuper mit Fasergips-Lagen)                                                             | Aufschluss       | 51° 1′ 43,7″ N, 11° 1′ 16″ O     | Gispersleben-Viti      | Roter Berg, Gelände des Ziegelwerkes, an der Lorenbahn            | -               |
| 1    | Aufschluss – Oberer Muschelkalk mit Trochitenkalk und Mittlerer Muschelkalk mit Oberem Dolomit          | Aufschluss       | 50° 57′ 23,4″ N, 11° 4′ 25,3″ O  | Melchendorf            | Herrenberg                                                        | Bild gesucht BW |
| 2    | Keuperaufschluss am Petersberg                                                                          | Aufschluss       | 50° 58′ 41,9″ N, 11° 1′ 16″ O    | Erfurt                 | Petersberg in Erfurt                                              | Bild gesucht BW |
| 3    | Keuperaufschluss am westlichen Geraufer („Rote Wand“)                                                   | Aufschluss       | 51° 1′ 21,4″ N, 10° 58′ 59,5″ O  | Gispersleben – Kiliani | nördlich von Gispersleben                                         |                 |
| 4    | Erdfall im Erfurter Steiger                                                                             | Karsterscheinung | 50° 57′ 12,2″ N, 11° 0′ 36,4″ O  | Erfurt                 | Erfurter Steiger "Im Hopfengrund"                                 | Bild gesucht BW |
| 5    | Erdfall Heubacher See                                                                                   | Karsterscheinung | 51° 1′ 0,1″ N, 10° 51′ 39,2″ O   | Töttelstädt            | Heubacher See                                                     | Bild gesucht BW |
| 6    | „3-Quellen“ Auslaugung salinarer Schichten des Mittleren Muschelkalkes                                  |                  | 50° 57′ 42,1″ N, 11° 0′ 33,5″ O  | Hochheim               | Dreienbrunnenpark                                                 |                 |
| 7    | 1 Findling Gneis                                                                                        | Findling         | 50° 56′ 58,2″ N, 10° 54′ 19,1″ O | Frienstedt             | Frienstedt an der B7                                              | Bild gesucht BW |
| 8    | 1 Findling Gneis                                                                                        | Findling         | 50° 57′ 7,6″ N, 11° 6′ 7,2″ O    | Niedernissa            | Niedernissa am Anger                                              | Bild gesucht BW |
| 9    | 1 Findling Granit                                                                                       | Findling         | 51° 0′ 33,1″ N, 10° 55′ 27″ O    | Alach                  | Schaderode, Im Schaderoder Grund 24                               | Bild gesucht BW |
| 10   | 5 Findlinge                                                                                             | Findling         | 51° 0′ 23,8″ N, 11° 6′ 7,6″ O    | Kerspleben             | Kerspleben, am Anger/Dorfplatz                                    | Bild gesucht BW |

### Baum-Naturdenkmale
| Nr.  | Bezeichnung                                                             | Botanische Bezeichnung       | Lage                             | Gemarkung            | Beschreibung | Bild            |
| ---- | ----------------------------------------------------------------------- | ---------------------------- | -------------------------------- | -------------------- | --- | --------------- |
| 1    | Cyriaksburg                                                             |                              | 50° 58′ 4,4″ N, 11° 0′ 25,2″ O   | Erfurt               | Mauerabschnitt mit einer Länge von ca. 194 m als Sekundärbiotop für felsbewohnende Tier- und Pflanzenarten. Bewahrung der Mauerrautengesellschaft und der im Nischensystem der Mauern lebenden, angepassten Insekten- und Spinnenarten | Bild gesucht BW |
| 1.1  | 1 Eibe (Taxus baccata)                                                  | Taxus baccata                | 50° 58′ 37,3″ N, 11° 1′ 44,7″ O  | Erfurt               | Predigerstraße 3, Hinterhof | Bild gesucht BW |
| 1.2  | 1 Eibe (Taxus baccata)                                                  | Taxus baccata                | 50° 58′ 31″ N, 11° 1′ 23,7″ O    | Erfurt               | Domstraße 2, Hinterhof | Bild gesucht BW |
| 1.3  | 2 Eiben (Taxus baccata),                                                | Taxus baccata                | 50° 58′ 25,8″ N, 11° 1′ 28,1″ O  | Erfurt               | Regierungsstraße 55, Hinterhof | Bild gesucht BW |
| 1.4  | 1 Rotbuche (Fagus sylvatica) „Großvater“                                | Fagus sylvatica              | 50° 56′ 56″ N, 11° 0′ 50,4″ O    | Erfurt               | LSG „Steigerwald“ | Bild gesucht BW |
| 1.5  | 2 Rotbuchen (Fagus sylvatica)                                           | Fagus sylvatica              | 50° 58′ 25,8″ N, 11° 1′ 28,1″ O  | Erfurt               | Regierungsstraße 55, Hinterhof | Bild gesucht BW |
| 1.6  | 2 Europäische Lärchen (Larix decidua) und 1 Winterlinde (Tilia cordata) | Larix decidua, Tilia cordata | 50° 58′ 46,7″ N, 10° 59′ 31,9″ O | Erfurt               | KGA Schwedenschanze | Bild gesucht BW |
| 1.7  | 2 Sommerlinden (Tilia platyphyllos)                                     | Tilia platyphyllos           | 50° 57′ 48,1″ N, 11° 2′ 56,3″ O  | Melchendorf          | Buddestraße 32/33 | Bild gesucht BW |
| 1.8  | 1 Platane (Platanus x hispanica)                                        | Platanus x hispanica         | 50° 57′ 52,6″ N, 11° 1′ 2″ O     | Erfurt               | Nerlystraße 13 | Bild gesucht BW |
| 1.9  | 1 Ginkgo (Ginkgo biloba)                                                | Ginkgo biloba                | 50° 57′ 43,7″ N, 11° 0′ 29,7″ O  | Hochheim             | Winzerstraße 21 a | Bild gesucht BW |
| 1.10 | 1 Ginkgo (Ginkgo biloba)                                                | Ginkgo biloba                | 50° 58′ 4,3″ N, 11° 0′ 43″ O     | Erfurt               | Alfred Hess Straße 16 | Bild gesucht BW |
| 1.11 | 1 Ginkgo (Ginkgo biloba)                                                | Ginkgo biloba                | 50° 58′ 15″ N, 11° 1′ 15,8″ O    | Erfurt               | Wilhelm-Külz-Str. 27 | Bild gesucht BW |
| 1.12 | 1 Eichenhybride (Quercus spec.)                                         | Quercus spec.                | 50° 57′ 52,6″ N, 11° 0′ 42,1″ O  | Erfurt               | Dreienbrunnenpark | Bild gesucht BW |
| 1.13 | 1 Gemeine Rosskastanie (Aesculus hippocastanum)                         | Aesculus hippocastanum       | 50° 56′ 56,4″ N, 11° 4′ 54,5″ O  | Melchendorf          | Melchendorf, gegenüber Schöntal | Bild gesucht BW |
| 1.   | 1 Rotbuche                                                              | Fagus sylvatica              | 50° 58′ 20,5″ N, 11° 1′ 4,3″ O   | Erfurt               | Gorkistraße 11 | Bild gesucht BW |
| 2.   | 1 Rotbuche                                                              | Fagus sylvatica              | 50° 58′ 27,2″ N, 11° 1′ 19,9″ O  | Erfurt               | Herrmannsplatz 9 – Bischöfliches Ordinariat Erfurt – Garten | Bild gesucht BW |
| 3.   | 1 Stieleiche                                                            | Quercus robur                | 51° 1′ 6,2″ N, 10° 59′ 32″ O     | Gispersleben-Kiliani | Kilianipark | Bild gesucht BW |
| 4.   | 1 Rotbuche                                                              | Fagus sylvatica              | 50° 58′ 4,3″ N, 11° 0′ 43″ O     | Erfurt               | Alfred-Hess-Str. 16 | Bild gesucht BW |
| 5.   | 1 Rotbuche                                                              | Fagus sylvatica              | 50° 58′ 1,9″ N, 11° 0′ 36,9″ O   | Erfurt               | Cyriakstraße 37 | Bild gesucht BW |
| 6.   | 1 Rotbuche                                                              | Fagus sylvatica              | 50° 57′ 47,2″ N, 10° 59′ 47,4″ O | Erfurt               | Gothaer Str. 38 – ega-Cyriaksburg | Bild gesucht BW |
| 7.   | 1 Winterlinde                                                           | Tilia cordata                | 50° 54′ 45,4″ N, 10° 58′ 41,2″ O | Möbisburg            | südlich vom Wasserwerk – am Feldweg | Bild gesucht BW |
| 8.   | 1 Stieleiche                                                            | Quercus robur                | 50° 55′ 36,5″ N, 10° 58′ 34″ O   | Bischleben           | Erfurt-StedtenStieleiche | Bild gesucht BW |
| 9.   | 1 Rotbuche                                                              | Fagus sylvatica              | 50° 56′ 31,9″ N, 11° 2′ 12,1″ O  | Erfurt               | Arnstädter Chaussee 9 – am Schloss Hubertus | Bild gesucht BW |
| 10.  | 1 Ginkgo                                                                | Ginkgo biloba                | 50° 57′ 57,2″ N, 11° 1′ 15,8″ O  | Erfurt               | Schillerstraße 74 | Bild gesucht BW |
| 11.  | 1 Winterlinde                                                           | Tilia cordata                | 51° 0′ 28,1″ N, 10° 55′ 19,2″ O  | Alach                | Erfurt-Schaderode, Im Schaderoder Grund | Bild gesucht BW |
| 12.  | 1 Winterlinde                                                           | Tilia cordata                | 50° 58′ 17,9″ N, 10° 59′ 25,8″ O | Niedernissa          | Erfurt-Niedernissa – Friedhof | Bild gesucht BW |
| 13.  | 1 Stieleiche                                                            | Quercus robur                | 50° 54′ 54″ N, 11° 0′ 54,7″ O    | Waltersleben         | Möbisburger Straße – Bachaue | Bild gesucht BW |
| 14.  | 2 Eichen                                                                | Quercus …                    | 50° 57′ 14″ N, 10° 54′ 26,6″ O   | Frienstedt           | Dietendorfer Straße – Gartengrundstück am Ortseingang | Bild gesucht BW |
| 15.  | 1 Sommerlinde                                                           | Tilia platyphyllos           | 50° 54′ 30,2″ N, 10° 57′ 31″ O   | Molsdorf             | Töpfermarkt – ehemals: Am Habichtsstein | Bild gesucht BW |
| 16.  | 1 Stieleiche                                                            | Quercus robur                | 51° 1′ 1,2″ N, 11° 6′ 56,2″ O    | Töttleben            | Am alten Anger | Bild gesucht BW |
| 17.  | 1 Sommerlinde                                                           | Tilia platyphyllos           | 50° 58′ 18,1″ N, 10° 59′ 25,6″ O | Urbich               | Erfurt-Urbich – Friedhof |                 |
| 18.  | 1 Rotbuche                                                              | Fagus sylvatica              | 51° 0′ 6,1″ N, 11° 8′ 48,5″ O    | Vieselbach           | Brauhausstraße | Bild gesucht BW |
| 19.  | 1 Stieleiche                                                            | Quercus robur                | 50° 59′ 57″ N, 11° 8′ 37,2″ O    | Vieselbach           | Erfurter Straße 3 | Bild gesucht BW |